# Oleh Protasov
Oleh Valerijovyč Protasov  (ukr. Олег Валерійович Протасов) (Dnjipropetrovsk, 4. veljače 1964.) je ukrajinski nogometni trener i umirovljeni nogometaš.

## Karijera

### Igračka
Protasov je kao junior igrao u Dnjipru Dnjipropetrovsku od 1972. do 1981. godine. Za isti klub je krenuo i u profesionalnu karijeru 1981. godine. Za Dnjipro je odigrao 145 utakmica i postigao 95 golova. Godine 1987. prelazi u Dinamo Kijev jednog od najjačih sovjetskih klubova. U Sovjetskom Savezu dva puta je osvojio prvenstvo, te je bio sovjetski nogometaš 1987. godine. Postigao je 125 golova u Sovjetskom prvenstvu, te je osmi najbolji strijelac svih vremena u prvenstvu. Od 1990. igra za grčki Olympiakos, nakon četiri godine u Grčkoj igra za Osaku, Veriu, Proodeftiki i Panelefsiniakos gdje 1999. završava igračku karijeru.

### Trenerska
Nakon odlaska u igračku mirovinu Protasov je postao nogometni trener vodio je Olympiacos 2003. kada je postao grčki prvak i Steauu 2005. kada je postala prvak Rumunjske. Trenirao je još AEL Limassol, FK Dnjipro, Kuban Krasnodar,  Iraklis Thessaloniki, Rostov, Astanu, Dinamo Minsk, FC Astra Giurgiu i Aris F.C.

## Vanjske poveznice
- Informacije na službenim stranicama Dnjipra  Arhivirana inačica izvorne stranice od 23. listopada 2008. (Wayback Machine)
- [neaktivna poveznica] (rus.)